# Carmen Selves
Maria Carmen Selves Baltierrez (Manresa, 4 gennaio 1931) è una pittrice contemporanea spagnola originaria della Catalogna.

## Biografia
Nel 1952 entra a far parte della Real Academia Catalana de Bellas Artes de San Jorge di Barcellona. Ha avuto come maestri pittori famosi quali Francesc Ribera Gómez, Josep Puigdengolas Barella e Ernest Santasusagna i Santacreu; è stata inoltre allieva di Josep Maria Junoy i Muns. Tra gli artisti che hanno influenzato il suo stile troviamo Evarist Basiana i Arbiell, suo tutor dopo il completamento degli studi.